# Lajos Reményi-Schneller
Lajos Reményi-Schneller, född 15 mars 1892 i Budapest, död där 24 augusti 1946, var en ungersk politiker och ekonom. Han var Ungerns finansminister från den 9 mars 1938 till den 27 mars 1945; han tjänstgjorde således under bland andra Béla Imrédy, Pál Teleki, László Bárdossy, Döme Sztójay och Ferenc Szálasi. 

## Biografi
Reményi-Schneller gav sig in i politiken 1935. Tre år senare efterträdde han Tihamér Fabinyi som finansminister i Kálmán Darányis regering. Reményi-Schneller var synnerligen tyskvänlig och under andra världskrigets sista år bidrog han och industriminister Lajos Szász att det omfattande företaget Manfréd Weiss stål- och järnverk kom under tyska SS kontroll.
Tillsammans med Döme Sztójay, Lajos Szász, Antal Kunder och Jenő Rátz ställdes Reményi-Schneller i mars 1946 inför rätta för krigsförbrytelser och högförräderi. Reményi-Schneller dömdes till döden och avrättades genom arkebusering.